# Padmapur
Padmapur (o Padampur, Podampur) è una città dell'India di 15.438 abitanti, situata nel distretto di Bargarh, nello stato federato dell'Orissa. In base al numero di abitanti la città rientra nella classe IV (da 10.000 a 19.999 persone).

## Geografia fisica
La città è situata a 20° 58' 60 N e 83° 4' 0 E e ha un'altitudine di 189 m s.l.m..

## Società

### Evoluzione demografica
Al censimento del 2001 la popolazione di Padmapur assommava a 15.438 persone, delle quali 7.848 maschi e 7.590 femmine. I bambini di età inferiore o uguale ai sei anni assommavano a 1.840, dei quali 947 maschi e 893 femmine. Infine, coloro che erano in grado di saper almeno leggere e scrivere erano 10.668, dei quali 6.100 maschi e 4.568 femmine.